# Orthotylus basicornis
Orthotylus basicornis är en insektsart som beskrevs av Knight 1923. Orthotylus basicornis ingår i släktet Orthotylus och familjen ängsskinnbaggar. Inga underarter finns listade i Catalogue of Life.